# Escándalos de ventas de armas en Estados Unidos a cárteles mexicanos
Los escándalos de ventas de armas en Estados Unidos a cárteles mexicanos, también conocido como "Escándalo de la Agencia de Alcohol, Tabaco, Armas de Fuego y Explosivos (ATF)", o "Dejando las armas caminar", fueron un conjunto de tácticas del gobierno de Barack Obama y del Departamento de Estado cuyos memorandos de procedimientos de ventas de armas fueron firmados por Hillary Clinton, y que por medio de la Oficina de Campo de Arizona de la Agencia de Alcohol, Tabaco, Armas de Fuego y Explosivos (siglas ATF en inglés), desarrollaron una serie de controvertidas operaciones sin la aprobación y el conocimiento del gobierno mexicano, siendo la "Operación Rápido y furioso" entre las más conocidas entre 2006 y 2011 en el área de Tucson y Phoenix, donde la ATF "deliberadamente permitió a comerciantes de armas de fuego con licencia vender armas a compradores ilegales, con la  "esperanza" de rastrear las armas de fuego que llegarían a los líderes de los cárteles de drogas mexicanos y arrestarlos. Estas operaciones se realizaron bajo el paraguas del Project Gunrunner, un proyecto destinado a contener el flujo de armas de fuego en México por la interdicción de los contrabandistas y los traficantes de armas en los Estados Unidos. El caso Chambers se inició en octubre de 2009, y con el tiempo llegó a ser conocido en febrero de 2010 como "Operación Rápido y Furioso" luego de que agentes descubrieron que algunos de los sospechosos de la investigación pertenecían a un club de coches.
Ellos afirmaron que el objetivo de permitir que estas compras fueran realizadas era para continuar con el seguimiento de las armas de fuego, ya que fueran trasladadas a los traficantes de alto nivel y figuras clave de los carteles mexicanos, con la expectativa de que esto daría lugar a su detención y el desmantelamiento de los cárteles. La táctica fue interrogada durante las operaciones por un número de personas, incluyendo a los agentes de campo de la ATF y vendedores de armas con licencia. Durante la Operación Rápido y Furioso, no se pudo rastrear efectivamente la cantidad de armas que fueron directamente a los criminales en México, el ATF monitorizó la venta de alrededor de 2000 armas de fuego, de los cuales sólo se recuperaron 710. Un número de compradores contrabandistas han sido detenidos y acusados. Sin embargo, a partir de octubre de 2011, ninguna de las figuras clave de los carteles de alto nivel habían sido detenidos.
Algunas de las armas rastreadas por la ATF han sido encontradas en escenas del crimen en ambos lados de la frontera México - Estados Unidos, y la escena en la que el agente de la Patrulla Fronteriza de Estados Unidos Brian Terry fuera asesinado en diciembre de 2010. Precisamente las operaciones se hicieron públicas a raíz del asesinato de Terry. Fuertes críticas a los agentes de la ATF se presentaron ante el Congreso en respuesta. De acuerdo con Humberto Benítez Treviño, el exprocurador general de México y presidente del comité de justicia en el Cámara de Diputados, las armas de fuego relacionadas se han encontrado en numerosas escenas del crimen en México, donde fueron mutilados y asesinados. Las revelaciones de la operación provocaron controversia en ambos países, y las relaciones diplomáticas fueron dañadas.
Como resultado de una disputa por la liberación de documentos relacionados con el escándalo del Departamento de Justicia, el procurador general de los Estados Unidos Eric Holder se convirtió en el primer miembro del Consejo de Ministros de los Estados Unidos que se celebrará en desacato al Congreso el 28 de junio de 2012. A principios de ese mismo mes, el presidente Barack Obama había invocado el privilegio ejecutivo por primera vez en su presidencia debido a estos documentos.

## Antecedentes
Un veterano de 20 años de la oficina de Tucson del ATF nos dijo que antes de la Operación Receptor Abierto, todos los casos de trata de ATF fueron muy similares en su simplicidad : ATF tendría una pista de un FFL Licenciatario de Armas de Fuego Federales acerca de un comprador que quería un gran número de armas de fuego y la información acerca de cuándo la operación estaba programada para llevarse a cabo, y establecería la vigilancia y detener al comprador cuando se dirigiera hacia el sur o la frontera. A veces, el comprador inicial cooperaría con la ATF, y agentes detendrían el comprador real cuando se presente a tomar posesión de las armas de fuego. Si las armas fueran a una casa de seguridad, los agentes hablabarían con los sujetos en la casa de seguridad o llevarían a cabo una búsqueda en la casa de seguridad. Este agente nos dijo que la ATF interceptó las armas como algo natural y que había sido "contenido para hacer casos pequeños" pero el Receptor abierto representaba una "dirección" de la práctica típica de la ATF
.- Informe de la Oficina del Inspector General sobre la revisión de la operación de ATF Rápido y Furioso y Conexos, 09 2012

Las operaciones fueron, en parte, una respuesta a la gran cantidad de críticas de la Oficina que se centra en el ataque de armas menores mientras que se fracasó en el objetivo del tráfico de armas de alto nivel. las leyes de armas de fuego de Estados Unidos en la actualidad regulan la posesión y la transferencia de armas de fuego y establecen sanciones penales por la violación de tales leyes. "El tráfico de armas", aunque no se define por la ley, en esencia incluye el movimiento o el desvío de armas de fuego legales a los mercados ilegales Un repote de la Oficina de Contabilidad del Gobierno de los Estados Unidos (GAO) informa sobre los esfuerzos para combatir el tráfico de armas hacia México, señala que las compras de contrabando no son ilegales por sí mismas, aunque es ilegal proveer información falsa en relación con una compra.
Cuatro leyes federales rigen el comercio estadounidense de armas de fuego tanto a nivel nacional como a nivel internacional. Muchos estados complementam estas leyes federales de armas de fuego y tienen sus propias leyes que son más estrictas. Por ejemplo, algunos estados requieren permisos para obtener armas de fuego y de imponer un período de espera para las transferencias de armas de fuego. El comercio interior y las importaciones en los Estados Unidos generalmente se rigen por la Ley Nacional de Armas de Fuego de 1934 (NFA) y la Ley de Control de Armas de 1968 (GCA). La exportación de armas de fuego de Estados Unidos está regulada por la Ley de Control de Exportación de Armas de 1976 y, en menor medida, la organización Regulaciones de Administración de Exportación (EAR).
Los acusados son a menudo procesados y condenados en virtud de disposiciones de los estatutos, como la ACG que hacen que sea ilegal para ciertas personas estén en posesión de armas de fuego, rigen el proceso de transacción de obtener armas de fuego (por ejemplo, contrabando, y contienen sanciones para el uso de un arma de fuego en un delito de violencia o un delito de tráfico de drogas, o de sanciones a sabiendas o de manera fraudulenta el contrabando de bienes que sean contrarias a la ley y el reglamento de los EE. UU.
En un caso de 2012 en San Juan, Texas, de acuerdo con las disposiciones vigentes de la Ley de control de armas de 1968 en la compra de contrabando (Título 18 Código de los Estados Unidos, la Sección 924 (a) (1) (A)), el comprador Taisa García recibió 33 meses y el comprador Marco Villalobos recibió 46 meses, más dos años de supervisión después de la liberación. En otro caso de tráfico de armas en Texas, Oscar Bravo Hernández recibió una sentencia de 84 meses por la compra y el envío a México, de al menos, 55 armas de fuego de un círculo de nueve compradores de contrabandistas que recibieron condenas desde 51 meses para los más implicados a tres años de libertad condicional por la menor implicación.
De acuerdo con los agentes de campo de la ATF involucrados en la Operación rápido y Furioso, una división del Proyecto Gunrunner, "agentes de la ATF fueron entrenados para interceptar armas y evitar que los delincuentes las obtuvieran" y no permitir que las armas fueran adquiridas y luego desaparecieran. agentes de la ATF asignados a Phoenix de otros distritos para trabajar en rápido y Furioso fueron críticos de la operación.

## Operaciones
Ha habido acusaciones de "dejar las armas caminar" en al menos 10 ciudades en cinco estados. Las más ampliamente conocidas y polémicas operaciones se llevaron a cabo en Arizona en Phoenix.

### 2006-2008: Operación Wide Receiver y otras sondas

#### Operación Wide Receiver

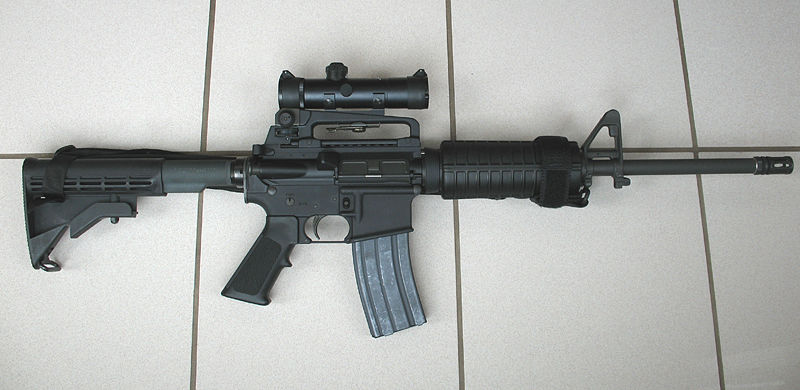
La sospecha venta de AR-15s llevó a la Operación Wide Receiver.

La primera conocida operación de la ATF a los cárteles mexicanos de la droga fue denominada Operación "Wide Receiver" o Receptor Abierto, comenzó a principios de 2006 a finales de 2007. El distribuidor autorizado Mike Detty de Mad Dawg Global informó a la ATF de una compra de armas sospechosa que tuvo lugar en febrero de 2006 en Tucson, Arizona. En marzo, fue contratado como un informante confidencial que trabaja con la oficina de Tucson de la ATF, que forma parte de su división de campo de Arizona.
Con el uso de equipo de vigilancia, agentes de la ATF monitorearon ventas adicionales por Detty a contrabandistas. Con la "garantía de la ATF de que los funcionarios mexicanos estarían llevando a cabo la vigilancia o prohibiciones cuando las armas llegaran al otro lado de la frontera", cosa que nunca sucedió, Detty vendería un total de cerca de 450 armas de fuego durante la operación. Estos incluyen AR- 15, rifles semiautomáticos AK- patrón, y Colt .38 s. La mayoría de las armas fueron finalmente perdidas de trayecto a medida que avanzaban en México.
A medida del transcurso el reporte del Departamento de Justicia Oficina del Inspector General de Estados Unidos documentó que, bajo la coordinación en todo receptor de ATF en Tucson con la Oficina de la Ciudad de México ATF (MCO) y con la policía mexicana había sido casual. Hubo discusiones para obtener dispositivos de seguimiento de Raytheon que no fueron seguidos. Tanto como a los agentes de campo de la ATF y el vendedor de armas se les había dicho por los supervisores de la ATF que las armas estaban siendo interceptados antes de llegar a México, pero solo 64 de las 474 armas de fuego en realidad habían sido incautados. El capo buscado por traficar con las armas de fuego, Israel Egurrola y León, resultó ser el blanco de otro caso aún más grande de la llamada Operación Iron River dirigido por la Organized Crime Task Force Drug Enforcement. Después de que se terminó la Operación Receptor Abierto, varios abogados de Phoenix USAO que revisaron los casos de Receptor Abierto para el procesamiento encontraron que los casos habían sido tan mal administrados y que eran reacios a llevar a ninguno de ellos a juicio.
En ese momento, bajo la administración de George W. Bush, el Departamento Justicia de los Estados Unidos (DOJ), no realizó ningún arresto o acusaciones. Después que el presidente Barack Obama asumió el cargo en 2009, el Departamento de Justicia examinó Receptor Abierto y encontró que las armas habían sido autorizados a manos de presuntos traficantes de armas. Las acusaciones comenzaron en 2010, más de tres años después de que Receptor Abierto concluyó. Nueve personas habían sido acusados de hacer declaraciones falsas en la adquisición de armas de fuego y la transferencia ilícita, el envío o la entrega de armas de fuego

#### El Caso Hernández
Otra, la sonda más pequeña se produjo en 2007, bajo la misma división de ATF de Phoenix. El caso Fidel Hernández comenzó cuando el ATF identificó a sospechosos mexicanos que compraron armas en una tienda de armas de Phoenix en un lapso de varios meses. La sonda finalmente involucró más de 200 armas de fuego, una docena de los cuales se perdieron en México. El 27 de septiembre de 2007, agentes de la ATF vieron a los sospechosos originales que compran armas en la misma tienda y los siguieron hacia la frontera con México. La ATF informó al gobierno mexicano cuando los sospechosos cruzaron con éxito la frontera, pero la policía mexicana no fueron capaces de realizar un seguimiento de ellos.
Menos de dos semanas después, el 6 de octubre de William Newell, entonces agente del ATF Especial a Cargo (SAC ) de la división de campo de Phoenix, cerró la operación a instancias de William Hoover, director adjunto de la ATF para el cargo de las operaciones de campo. No se presentaron cargos. Newell, quien era Phoenix ATF SAC entre junio de 2006 mayo de 2011, más tarde jugar un papel importante en la Operación Rápido y Furioso.
El caso Hernández fue referido en un documento informativo preparado por el fiscal general Michael Mukasey antes de su reunión con el procurador general de México Medina Mora el 16 de noviembre de 2007. En el documento se indica, "ATF ha trabajado recientemente en conjunto con México en el por primera vez tratar de tener una entrega controlada de armas de contrabando a México por un importante traficante de armas" y que" los primeros intentos de esta entrega controlada no han tenido éxito ". En el documento también se indica, "ATF quisiera ampliar la posibilidad de tales investigaciones conjuntas y entregas controladas -. Ya que sólo entonces será posible investigar una red de contrabando de todo, en lugar de arrestar a un simple contrabandista sola"
Los investigadores consideraron que el Caso Hernández como un ejemplo de "entrega vigilada ", con la vigilancia y la participación de las autoridades mexicanas en lugar de "gunwalking" o no haberse intentado la interdicción.

#### El Caso Medrano
El caso de Alejandro Medrano 2008 involucró tanto SAC William Newell de la ATF y al vendedor cooperativo de armas en Tucson Mike Detty de Operación Receptor abierto. La ATF de Phoenix dejó cerca de 100 armas de fuego que se tendrán en México sobre las objeciones de la Inmigración y Control de Aduanas de Estados Unidos (ICE) de personal que se dieron cuenta del caso. Newell reconoció a ICE "que dejar las armas que crucen la frontera era parte del plan de la ATF". En agosto de 2010, Medrano fue condenado a 46 meses, su socio Hernán Ramos recibió 50 meses, y sus compañeros de conspiración recibieron penas de prisión de 14 a 30 meses, pero el objetivo, un capo del Cartel de Sinaloa, Javier Elenes Ruiz, apodado "Rambo", se mantuvo intacto en el interior de México

### 2009-2011: Operación Rápido y Furioso
El 26 de octubre de 2009, una teleconferencia tuvo lugar en el Departamento de Justicia de los Estados Unidos en Washington D. C. para discutir la estrategia de EE. UU. para la lucha contra los cárteles mexicanos de la droga. La participación en la reunión eran el delegado del fiscal general David W. Ogden, el asistente del fiscal general Lanny A. Breuer, el director de ATF Kenneth E. Melson, el administrador de la DEA Michele Leonhart, el director de la Oficina Federal de Investigaciones Robert Mueller y el federal superior los fiscales del suroeste de los Estados Unidos estados fronterizos. Ellos decidieron una estrategia para identificar y eliminar redes enteras de tráfico de armas en lugar de los compradores de bajo nivel. Los que estaban en la reunión, aparentemente no sugirieron usar el nombre de referencia de "táctica gunwalking", pero los supervisores de Phoenix de la ATF no tardarían en usarlo en un intento de lograr los objetivos deseados.
La estrategia de apuntar a individuos de alto nivel, que ya era la política de la ATF, sería ejecutada por Bill Newell, agente especial a cargo de la división de campo de Phoenix de la ATF. Para lograrlo, la oficina decidió monitorear compras sospechosas de armas de fuego que los fiscales federales habían determinado que no tenían pruebas suficientes para el enjuiciamiento, tal como se establece en un documento informativo enero de 2010. Esto se dice que es permitido bajo las regulaciones de la ATF y dado respaldo legal por el Fiscal para el Distrito de Arizona Dennis K. Burke. Se aprobó, además, y financiado por un grupo de trabajo del Departamento de Justicia. Sin embargo, desde hace mucho tiempo el Departamento de Justicia y la política de ATF ha requerido presuntos envíos ilegales de armas para ser interceptado. < nombre ref = nyt1 / >

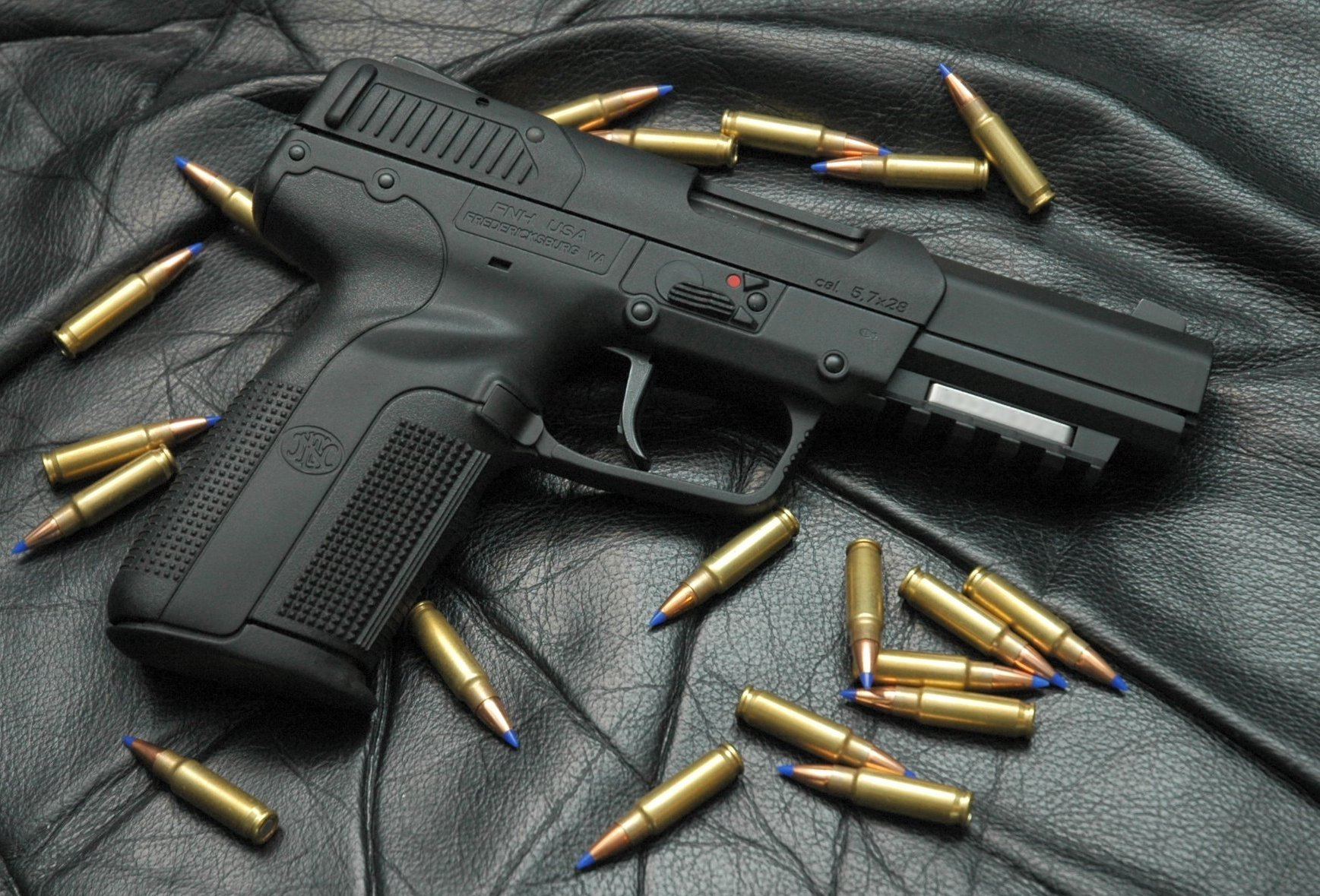
FN Five-seven entre las armas que formaron parte de la operación.

La operación inició el 31 de octubre de 2009, cuando una tienda de armas local informó a la ATF Phoenix que cuatro personas habían comprado varios rifles AK47 estilo.  en noviembre de 2009, el grupo VII de la oficina de Phoenix, que sería la investigación principal grupal en rápido y Furioso, comenzó a seguir a un traficante de armas prolífico. Él había comprado 34 armas de fuego en 24 días, y él y sus asociados compraron 212 más en el próximo mes. El caso pronto creció a más de dos docenas de compradores, el más prolífico de los que en última instancia, compró más de 600 armas.
En virtud de la operación anterior Receptor abierto, se había producido un contrato formal de la ATF con el vendedor de armas cooperativo y se hicieron esfuerzos para involucrar a la Oficina de la ATF en la Ciudad de México (MCO) y la policía mexicana. En la Operación policial Rápido y Furioso, ante la insistencia de que los comerciantes de armas de Newell cooperativos no tenían contratos con la ATF, y la MCO y los mexicanos se quedaron en total desconocimiento de ello.
De acuerdo con documentos internos de la ATF, la operación se llevó a cabo inicialmente en conjunto con la DEA Phoenix Organized Crime Task Force Drug Enforcement (OCDETF). El 26 de enero de 2010, la ATF había solicitado formalmente al Departamento de Justicia en Washington para la financiación a través del programa OCDETF. Cuando se obtuvo la aprobación y recibió fondos adicionales, la Operación Rápido y Furioso fue reorganizada como una fuerza de ataque que incluyó agentes de la ATF, FBI, DEA, y el componente de ICE del Departamento de Seguridad Nacional, que se ejecutó a través de la oficina del Fiscal de Estados Unidos en lugar de la ATF. Esta nueva designación Strike Force permitió la operación tomar ventaja de las técnicas de vigilancia sofisticadas, como las escuchas telefónicas federales, lo que requeriría órdenes judiciales y la interacción de los funcionarios del Departamento de Justicia en Washington D. C. ya que la ley federal requiere que ciertos individuos para revisar las pruebas y certificar la necesidad de tales técnicas.
Los comerciantes que participaron se preocuparon en el transcurso de los meses y los mismos individuos que informaron de la ATF como compradores sospechosos devueltos y repetidamente habían comprado armas idénticas. Como más tarde dijo a la OIG del Departamento de Justicia, su experiencia previa era que tras denunciar una sospecha de contrabando para la ATF, no veían al contrabandista de nuevo a menos que fuera citado a declarar por cargos en su contra en el juicio. Un comerciante cooperante expresó sus preocupaciones en una serie de correos electrónicos en abril y junio de 2010 y David Voth de la GS, quien aseguró al distribuidor que la ATF estaba vigilando a los sospechosos utilizando una variedad de técnicas que no podía discutir con detalle.
La táctica de dejar las armas a pie de fuego, en lugar de la interdicción y arrestar a los compradores, provocó controversia dentro de la ATF En su caso siguió, varios miembros del Grupo VII, entre ellos John Dodson y Olindo Casa, se encontraban cada vez más molestos por la táctica de dejar las armas a caminar. La formación estándar del Proyecto Traficante de Armas era seguir a los compradores de contrabando al cambio de manos con los compradores de cárteles, entonces detener a ambas partes y apoderarse de las armas. Pero de acuerdo con Dodson, vieron que las armas se compraban ilegalmente y eran escondidas en una base diaria, mientras que sus supervisores, entre ellos David Voth y Hope MacAllister, impidieron que los agentes de intervinieran.
Sin embargo, otras cuentas de la operación insisten en que agentes de la ATF fueron impedidos de intervenir no por los funcionarios de la ATF, sino más bien por los fiscales federales con la oficina del fiscal general de la Nación, que no estaban seguros de si los agentes tenían pruebas suficientes para arrestar a sospechosos compradores. de acuerdo con algunos informes, muchos agentes insistieron en que se les impidió realizar detenciones porque los fiscales no estaban dispuestos a participar en lo que podría convertirse en una batalla política puedan ser controvertidos sobre los derechos de la Segunda Enmienda en un año electoral, en particular dada la difícil naturaleza de enjuiciar a los compradores de contrabando, y las débiles sanciones asociados a ella, incluso si tenía éxito. en cambio, los fiscales instruyeron a agentes de la ATF no hacer arrestos, sino que continuasen la recolección de pruebas con el fin de construir un caso fuerte. Una táctica propuesta por hacerlo era una intervención telefónica de los presuntos compradores contrabandistas, en un intento de vincular a los sospechosos de actividades delictivas que tenían lugar en el lado mexicano de la frontera. Entre el 20 de marzo y 30 de julio de 2010, nueve intercepciones telefónicas se buscaron y fueron aprobados por funcionarios del Departamento de Justicia, lo que resultó en un retraso significativo en la conclusión del caso.
Una de las personas afectadas centrales fue Manuel Fabián Celis-Acosta. Para diciembre de 2009, Celis -Acosta estaba siendo investigado por la ATF, que se había colocado una cámara secreta fuera de su casa en Phoenix para seguir sus movimientos. Alrededor de este tiempo, al parecer por casualidad, agentes de la ATF descubrieron a Celis-Acosta fue también un objetivo potencial criminal de la DEA, que operaba una habitación de alambre para monitorear las escuchas telefónicas en vivo con el fin de seguirle la pista. El 2 de abril de 2010, Celis-Acosta fue arrestado por posesión de cocaína y se encontraba en posesión de un arma adquirida por Uriel Patiño, quien ya había comprado al menos 434 armas de comerciantes cooperaticos de armas en el área de Phoenix. En ese momento una docena de agentes de la ATF vigilados regularmente Celis-Acosta como él reclutaron a 20 amigos y familiares para comprar armas para él y regularmente viajaba a Texas para obtener fondos de los asociados del cartel para comprar armas de fuego. El 29 de mayo de 2010, Celis-Acosta fue detenido en Lukeville, Arizona, con 74 cartuchos útiles y 9 teléfonos celulares. Posteriormente fue puesto en libertad por el investigador jefe de la ATF en Rápido y Furioso, Hope MacAllister, después de que él se comprometió a cooperar con ella para encontrar dos socios específicos Cartel de Sinaloa. Después de la redetention y detención de Celis-Acosta en febrero de 2011, la ATF se enteró de que los socios que buscaban eran del FBI/ DEA, pagó informantes, y uno de ellos fue el financiero de Celis-Acosta. Ya que eran informantes, eran inimputables bajo la Operación Rápido y Furioso.
Más tarde, el Departamento de Justicia Inspector General concluyó: "No encontramos evidencia convincente de que los agentes trataron de apoderarse de las armas de fuego o hacer arrestos durante la etapa de investigación del caso y fueron rechazados por el fiscal.... Se encontró que la falta de decomisos y detenciones se atribuyó principalmente a la búsqueda de un objetivo estratégico compartido por la ATF de Phoenix y la Oficina del Fiscal de EE.UU. - para eliminar una organización de tráfico y la creencia que de enfrentar a los sujetos y la incautación de armas de fuego podría comprometer ese objetivo".

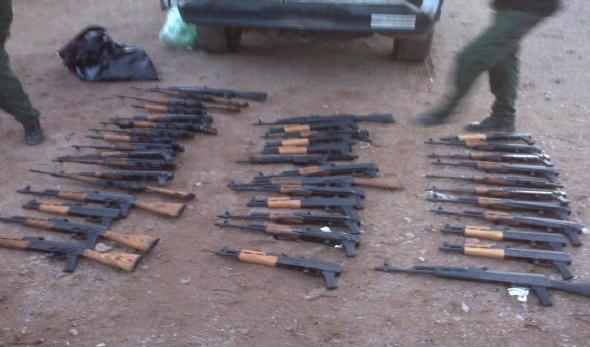
Armas compradas por el sospechoso de la Operación Fast and Furious, Uriel Patiño, confiscadas por la Patrulla fronteriza y agentes de la ATF de Tucson en la Reserva india de Tohono O'odham.

Para junio de 2010, los sospechosos habían comprado 1.608 armas de fuego a un costo de más de 1 millones de dólares EE. UU. en tiendas de armas del área de Phoenix. En ese momento, la ATF también era consciente de que 179 de esas armas que se encontraron en la escena del crimen en México y 130 en los Estados Unidos. Como armas rastreadas a Rápido y Furioso comenzaron a aparecer en escenas de crímenes violentos en México, los agentes de la ATF estacionados allí también expresaron oposición.
En la noche del 14 de diciembre de 2010, Brian Terry, agente de la Patrulla Fronteriza de Estados Unidos y otros patrullaban Peck Canyon, condado de Santa Cruz, Arizona, a 11 millas de la frontera con México. El grupo se encontró con cinco presuntos indocumentados. Cuando dispararon armas no letales, los sospechosos respondieron con sus propias armas, dando lugar a un tiroteo. Terry fue asesinado a tiros; cuatro de los sospechosos fueron detenidos y dos rifles AK -patrón se encontraron cerca. La oficina del fiscal general de la Nación fue notificado inmediatamente del incidente de los disparos por correo electrónico. Los rifles se trazaron unas horas después de los disparos a una tienda de Phoenix involucrada en la Operación Rápido y Furioso, pero la bala que mató a Terry fue demasiado dañada para ser concluyente vinculada a cualquier pistola. el Secretario de Justicia Adjunto Interino Gary Grindler y el Jefe Adjunto del Estado Mayor Monty Wilkinson fueron informados sobre las armas de fuego, pero no creyeron que la información era lo suficientemente importante como para alertar a la Procuraduría General al respecto o para realizar cualquier otra consulta sobre el desarrollo.
Después de escuchar sobre el incidente, Dodson contactó la sede de la ATF, al abogado jefe de ATF, la sección de ética ATF y la Oficina del Inspector General del Departamento de Justicia, ninguno de los cuales respondió de inmediato. Él y otros agentes se pusieron en contacto con el Senador Chuck Grassley de Iowa (R-IA), miembro de alto nivel del Comité Judicial del Senado, que se convertiría en una figura importante en la investigación de "gunwalking". Al mismo tiempo, la información comenzó a filtrar a varios autores de blogs y sitios web.
El 25 de enero de 2011, Burke anunció los primeros detalles del caso para convertirse oficialmente en público, marcando el final de la Operación Rápido y Furioso. En una conferencia de prensa en Phoenix, informó de una acusación de 53 acusaciones de 20 sospechosos por comprar cientos de armas destinadas a la exportación ilegal entre septiembre de 2009 y diciembre de 2010. Newell, quien estuvo en la conferencia, llamada un "caso fenomenal Fast and Furious" al tiempo que negó que les había permitido deliberadamente llevar las armas a México.
En total, cerca de 2.000 armas de fuego fueron comprados por testaferros en Rápido y Furioso Ente las cuales se encontraban AK-47 variants, Barrett calibre 50, sniper rifles, revolveres de calibre 38, y FN Five-sevens. A partir del 20 de octubre de 2011, 389 habían sido recuperadas en los Estados Unidos y 276 habían sido recuperadas en México. El resto se quedó en paradero desconocido. A 2012 de 02 la mayoría de las armas fueron al Cartel de Sinaloa, mientras que otras se dirigieron a el Teo y la Familia Michoacana. < nombre de ref = wapo2 / >
Aunque la mayoría de las armas fueron compradas por los sospechosos bajo investigación por el programa, ha habido informes de al menos un caso de agentes de la ATF que estaban directamente involucrados en la transferencia de armas. El 13 de abril de 2010, el Agente de la ATF John Dodson, con la ayuda de agentes cd Casa y Alt, dirigió a un cooperador contrabandista para dar tres armas de fuego a Isaías Fernández, un presunto traficante de armas, y había grabado las conversaciones sin la aprobación fiscal.
Después de recibir la instrucción de sus superiores para obtener la aprobación de los fiscales (aunque con carácter retroactivo), la propuesta de Dodson fue posteriormente rechazada por su superior inmediato David Voth, aunque más tarde recibió el permiso del supervisor del Voth después de la presentación de una propuesta por escrito para el programa. El 1 de junio de 2010, Dodson utilizó $ 2.500 dolras de los fondos de la ATF para comprar seis AK- 47s de producción fuera de la Unión Soviética / Rusia (AK Draco) de comerciantes de armas locales, que luego dio al Sr. Fernández, que le reembolsará por los gastos de las armas, además de 700 dólares para su ayuda. Dos días después, el agente Dodson fue de vacaciones programadas sin interceptar las armas. Como resultado, las armas nunca fueron recuperados, ningún arresto nunca se realizó, y el caso se cerró sin que se presentasen cargos.
De acuerdo con el informe del Departamento de Justicia de la OIG, el agente Dodson, como la presentación de incógnito como un comprador de contrabando, no se esperaba vigilar las armas después del traspaso a Fernández. Otros agentes de la ATF seguían las armas a una instalación de almacenamiento; a continuación, la vigilancia había finalizado sin interdicción. El caso Fernández fue eliminado de Rápido y Furioso después de que se determinó que Fernández no estaba conectado con los carteles mexicanos y había dejado de comprar armas para su reventa.

## Consecuencias y reacción

### El destino de las armas caminado
Desde el final de la Operación Rápido y Furioso, armas de fuego relacionadas siguieron siendo descubiertas en manos criminales. Como se informó en septiembre de 2011, el gobierno mexicano declaró que un número indeterminado de armas de fuego que fueron encontradas en alrededor de 170 escenas de crímenes estaban relacionados con Rápido y Furioso. El representante Darrell Issa (R-CA-49) estima que más de 200 mexicanos fueron asesinados por armas vinculado a la operación Al reflexionar sobre la operación, el fiscal general Eric Holder dijo que el Gobierno de los Estados Unidos está "perdiendo ... la batalla para detener el flujo de armas ilegales a México", y que los efectos de la Operación Fast and Furious continuará sintiéndose por años, ya que más armas de fuego siguen aparecindo en escenas del crimen en México.
En abril de 2011, una gran cantidad de armas, 40 ligadas a Rápido y Furioso pero también incluyendo armas difíciles de obtener legalmente en los EE. UU. como una ametralladora antiaérea y lanzagranadas de uso militar, fueron encontradas en la casa de José Antonio Torres Marrufo, un prominente miembro del Cartel de Sinaloa, en Ciudad Juárez, México. Torres Marrufo fue acusado formalmente, pero evadió aplicación de la ley por un breve tiempo. Finalmente, el 4 de febrero de 2012, Marrufo fue detenido por la policía mexicana.
El 29 de mayo de 2011, cuatro helicópteros de la policía Policía Federal mexicana atacaron un compuesto de un cártel, donde fueron recibidos con fuego pesado, incluso de un rifle calibre 50. De acuerdo con un informe del Comité de Supervisión y Reforma del Gobierno, este rifle estaba probablemente ligado a Rápido y Furioso.
No se ha cuestionado sobre una posible conexión entre Rápido y Furioso y la muerte del agente de Inmigración y Control de Aduanas Jaime Zapata el 15 de febrero de 2011. El arma utilizada para matar a Zapata fue comprada por Otilio Osorio en el Dallas/Fort Worth Metroplex, Texas (fuera el área de responsabilidad de la división de campo de ATF Phoenix que realizó rápido y Furioso), y luego se introdujo de contrabando en México. Los investigadores del Congreso han declarado que Osorio era conocido por la ATF por ser un comprador de contrabando meses antes de que él compró el arma utilizada para matar a Zapata, lo que lleva a cuestionar las tácticas de vigilancia de la ATF y sospechar una operación con sede en Texas similar a Rápido y Furioso
Además de Otilio Osorio, un traficante con sede en Texas de drogas y armas, Manuel Barba, estuvo involucrado en el tráfico de otra de las armas recuperadas en el tiroteo Zapata. La cronología de este caso, llamado "Baytown Crew", muestra que las armas se les permitió caminar durante la vigilancia que comenzó el 7 de junio de 2010. El 20 de agosto de 2010, Barba recibió un rifle más tarde se recuperó en la emboscada Zapata y la envió con otros nueve a México. La orden de arresto a Barba fue emitida el 14 de febrero de 2011, el día antes de que Zapata fue asesinado. El 30 de enero de 2012, Barba, quien afirmó estar trabajando con Los Zetas en la exportación ilegal de al menos 44 armas compradas a través de testaferros, fue sentenciado a 100 meses en prison.
El 23 de noviembre de 2012, dos armas de fuego vinculadas a la ATF se encontraron en la escena de un tiroteo entre miembros del cártel de Sinaloa y las Ejército mexicano. Una de las armas era un tipo ak 47 de trata por Uriel Patiño, un sospechoso de Fast and Furious, y la otra arma era una pistola FN Herstal originalmente comprada por un agente de la ATF. La reina de belleza mexicana María Susana Flores Gamez y otras cuatro personas fueron asesinadas.

### Investigaciones y consecuencias
En el Congreso de los Estados Unidos, el representante Darrell Issa (R-CA-49), presidente del Comité de Supervisión y Reforma del Gobierno, y el senador Chuck Grassley (R-IA), miembro de alto nivel del Comité Judicial del Senado, había estado dirigiendo las principales investigaciones de las operaciones "gunwalking" también ha habido investigaciones del Departamento de Justicia del Inspector general de Estados Unidos y otros.

### Reacciones mexicanas
A medida que más información sobre las operaciones del Rápido y Furioso y Wide Receptor fueron revelados en 2011, los funcionarios mexicanos, los comentaristas políticos y los medios de comunicación reaccionaron con ira. Las autoridades mexicanas dijeron en septiembre que el gobierno de Estados Unidos todavía no les había informado sobre lo que salió mal, ni tenían se disculparon.
Debido a varios intentos fallidos de coordinación con las autoridades mexicanas en la aprehensión de los presuntos traficantes de armas en la operación Wide Receptor, el caso Hernández, y la preocupación por la corrupción generalizada, los detalles de la Operación Rápido y Furioso no fueron compartidos con los funcionarios del gobierno mexicano, y se les mantuvo deliberadamente fuera del circuito después de que las armas de fuego relacionadas comenzaron a aparecer en las escenas del crimen y en los arsenales criminales en 2010. La Embajada de Estados Unidos en México y la Oficina de la Ciudad de México ATF (MCO) también se mantuvieron en la oscuridad de los hechos. De acuerdo con la Procuraduría General de México Marisela Morales, el gobierno mexicano fue informado sobre el programa encubierto en enero de 2011, pero no se proporcionaron detalles en ese momento.
Morales declaró: "En ningún momento conocimos o se nos hizo saber que podría haber habido tráfico de armas permitido. De ninguna manera lo hubiésemos permitido, porque es un ataque a la seguridad de los mexicanos." Además, expresó que las armas que permitieron "caminar" representarían una "traición" a México. Morales dijo que su oficina iba a investigar "hasta el final" con el fin de aclarar lo sucedido en Rápido y Furioso. En noviembre de 2011, se informó de que la oficina del procurador general de México buscaba la extradición de seis ciudadanos de los Estados Unidos implicados en el contrabando de armas.
El senador mexicano Arturo Escobar y Vega declaró después de enterarse de la Operación Wide Receiver "Ya no podemos tolerar lo que está ocurriendo debe haber condena del Estado", y que el Senado condene las acciones de la ATF.
Jorge Carlos Ramírez Marín, presidente de la Cámara de Diputados de México del Partido Revolucionario Institucional, dijo: "Esta es una grave violación del derecho internacional. ¿Qué pasa si la próxima vez necesitan introducir asesinos entrenados o armas nucleares"
La fiscal estatal de Chihuahua Patricia González, que había trabajado en estrecha colaboración con los Estados Unidos por un año, dijo: "La ineptitud básica de estos funcionarios que ordenaron la operación Rápido y Furioso causó la muerte de mi hermano y seguramente miles de víctimas. "Su hermano, Mario, había sido secuestrado, torturado y asesinado por sicarios de un cartel en el otoño de 2010. Más tarde, dos fusiles AK-47 que se encuentran entre las varias armas recuperadas después de un tiroteo entre la policía y miembros del cártel fueron trazadas en el programa Fast and Furious.
El congresista Humberto Benítez Treviño, un exfiscal general, llamó la operación Fast and Furious "un mal negocio que se les fue de las manos". También lo había caracterizado como "un programa encubierto que no se controló adecuadamente."
Al igual que muchos políticos, expertos mexicanos en todo el espectro político expresaron su indignación ante la noticia de ambas operaciones. La Jornada, un periódico izquierdista, replanteó la pregunta respecto si "Estados Unidos de América es: ¿aliado o enemigo?" el documento también sostiene que después de las noticias acerca de Wide Receiver, la iniciativa Mérida debe suspenderse inmediatamente. Un documento de tendencia derechista acusó a los EE. UU. de violar soberanía mexicana. Manuel J. Jáuregui del diario Reforma, escribió: "En resumen, el gobierno gringo (estadounidense) ha estado enviando armas a México de manera premeditada y sistemática, sabiendo que sus destinos fueron organizaciones criminales mexicanas".